# 表か裏か
『表か裏か』（おもてかうらか、原題：Aar Paar）は、1954年に公開されたインドの映画。グル・ダットが監督を務め、ジョニー・ウォーカー、シャーマ、シャキラ、ジャグディープ、ジャグディシュ・セティが出演している。ラージ・コースラーとアトマ・ラームが製作に参加しており、映画はムンバイを舞台としている。

## キャスト
- ニッキ - シャーマ（英語版）
- カル - グル・ダット
- ララジ - ジャグディシュ・セティ（英語版）
- ルスタム - ジョニー・ウォーカー（英語版）
- サンドー - ジャグディープ（英語版）
- ダンサー - シャキラ（英語版）
- タクシーのオーナー - ラシード・カーン（英語版）